# Adam Žampa
Adam Žampa (Kežmarok, 13 september 1990) is een Slowaaks alpineskiër. Hij is de oudere broer van Andreas Žampa.

## Carrière
Žampa maakte zijn wereldbekerdebuut tijdens de slalom in november 2010 in Levi. Hij behaalde nog geen podiumplaatsen in een wereldbekerwedstrijd.  In 2014 nam Fajat deel aan de Olympische Winterspelen in Sotsji. Hij eindigde 5e in de supercombinatie en 6e in de Olympische slalom. 
Op de wereldkampioenschappen alpineskiën 2017, was Žampa reserveskiër voor het Slowaakse team in de landenwedstrijd. Veronika Velez Zuzulová, Petra Vlhová, Andreas Žampa en Matej Falat behaalde de zilveren medaille in de landenwedstrijd. In de finale was het Franse viertal te sterk voor het Slovaakse team. 

## Resultaten

### Olympische Spelen
| Jaar | Plaats      | Resultaten                                                |
| ---- | ----------- | --------------------------------------------------------- |
| 2014 | Sotsji      | 5e Supercombinatie 6e Slalom 22e Reuzenslalom 28e Super G |
| 2018 | Pyeongchang | 22e Combinatie 24e Slalom 25e Reuzenslalom                |

### Wereldkampioenschappen
| Jaar | Plaats                 | Resultaten                                                  |
| ---- | ---------------------- | ----------------------------------------------------------- |
| 2009 | Val-d'Isère            | 21e Slalom DNS1 Reuzenslalom                                |
| 2011 | Garmisch-Partenkirchen | 24e Slalom DSQ1 Reuzenslalom                                |
| 2013 | Schladming             | 13e Supercombinatie 15e Slalom 17e Reuzenslalom 36e Super G |
| 2015 | Beaver Creek           | 19e Slalom 19e Combinatie 34e Super G DNF1 Reuzenslalom     |
| 2017 | Sankt Moritz           | Landenwedstrijd · DNS2 Combinatie · DNF1 Super G            |
| 2019 | Åre                    | DNS2 Slalom DNF2 Reuzenslalom 5e Landenwedstrijd            |

### Wereldbeker
Eindklasseringen
| Seizoen   | Algm | SL  | RS  | SC  |
| --------- | ---- | --- | --- | --- |
| 2012/2013 | 83e  | 35e | 32e | 31e |
| 2013/2014 | 91e  | 37e | -   | 22e |
| 2014/2015 | 66e  | 32e | -   | 9e  |
| 2015/2016 | 77e  | 42e | 41e | 12e |
| 2016/2017 | 101e | 43e | -   | 23e |
| 2017/2018 | 101e | 37e | 45e | -   |
| 2018/2019 | 116e | -   | 36e | -   |
| 2019/2020 | 120e | -   | 35e | -   |